# NGC 4643
NGC 4643 (другие обозначения — UGC 7895, MCG 0-33-5, ZWG 15.8, IRAS12407+0215, PRC D-22, PGC 42797) — галактика в созвездии Дева.
Этот объект входит в число перечисленных в оригинальной редакции «Нового общего каталога».